# Navajeni na šok
Navajeni na šok je šesti studijski album ljubljanske alternativne rock skupine Srečna mladina, izdan 24. septembra 2013 v samozaložbi. Repertoar je nastal kot spremljevalna glasba za istoimensko predstavo Šodr teatra. Nekaj skladb pojejo igralci iz predstave, skupina pa na uprizoritvah glasbo izvaja v živo.
V letu 2013 je Srečno mladino zaznamovala 20. obletnica nastanka benda. Ob tej priložnosti se občasno na odru začnejo pojavljati tudi nekdanji člani skupine: Jure Pohleven (poleg Vlada Mihajlovića edini član iz prvotne postave), Tomislav Demšer (dolgoletni basist in pevec skupine), Tim Kostrevc (član skupine v letih 1995–2008) in Dado Sheik (v celotni zgodovini skupine edini pravi frontman). 
Jure Pohleven se je postopoma prelevi v stalnega člana, vendar pa pri tej plošči še ni sodeloval. Na tem albumu prav tako kot glasbenik ni sodeloval ustanovni član Vlado Mihajlović, je bilo pa to sodelovanje v osnovi njegova ideja.

## Ozadje
Srečna mladina je Šodr teatrom začela tesneje sodelovati leta 2011, ko je režiserka Tijana Zinajić v predstavi To so gadi (priredba istoimenskega slovenskega filma) želela uporabiti skladbo iz plošče 10. letnik »To so bobri« (priredba skladbe »To so gadje« Janeza Gregorca). Srečna mladina je za predstavo naknadno ustvarila še dodatno glasbeno spremljavo, ki jo izvaja v živo na uprizoritvah. Predstava je bila odigrana na več kot 30 ponovitvah in je bila maja 2013 še vedno na rednem repertoarju. Odlični odnos med teatrom in bendom se v Fiesi poleti 2012 sprevrže v priprave na novo avtorsko predstavo pod taktirko režiserja Dejana Spasića. Delo na materialu se nadaljuje v Ljubljani in predstava Navajeni na šok je v ljubljanskem Ljudskem domu Šentvid 8. decembra 2013 doživi svojo premiero.

## Snemanje
V začetku leta je 2013 Srečna mladina v Studiu Codelli (njihov prostor za vaje) začela s snemanjem plošče.

## Kritični odziv
Odziv na album je bil v glavnem pozitiven. Za spletni portal Rockline je Sandi Sadar Šoba album ocenil s štirimi in pol zvezdicami ter rekel, da je skupina »ohranila svojo visoko raven, kriterije izjemnosti, dala povod za debate in vrgla kost za glodanje«. Dodal je še: »Nekaterim bo manj všečna teatralična naravnanost, pridigarstvo, obscenost in direktnost manj metaforičnega izraza zasedbe, a to je tisto nekaj, zaradi česar je album Navajeni na šok košček, ki ga je pri sestavljanju mozaika Srečne mladine potrebno začutiti in ceniti.« V nasprotju z njim je Veljko Njegovan v Mladini napisal, da so pesmi na albumu »popolnoma podrejene gledališko-scenski izvedbi, kar nekoliko ohromi glasbeno plat albuma,« dodal pa, da je »vokalni del popestren z različnimi gostujočimi vokali, hkrati pa skupini ne dovoli eksperimentalnih instrumentalnih eskapad, kakršnih smo vajeni z njenih rednih studijskih albumov.« Album je ocenil s tremi zvezdicami.
Na Radiu Študent je bil album ob koncu leta 2013 uvrščen na 8. mesto na Naj tolpi bumov, seznamu najboljših albumov leta.

### Priznanja
| objava        | uvrstitev | seznam               |
| ------------- | --------- | -------------------- |
| Radio Študent | 15.       | Naj tolpa bumov 2013 |

## Seznam pesmi
Vse pesmi je napisala skupina Srečna mladina.
1. »Dvig zavese« – 2:10
2. »Kdo smo« – 3:59
3. »Šok, šok, šok« – 3:06
4. »Sm« – 2:46
5. »Jani« – 3:56
6. »Pilula (Disco punk fiesta)« – 2:28
7. »Ljudska« – 3:21
8. »Zombi« – 4:12
9. »Pelargonije« – 1:40
10. »Sve je teže« – 4:26
11. »Spust zavese« – 2:48
12. »ŠODR« – 5:18

## Zasedba
Srečna mladina
- Peter Dekleva — kitare, glas, klaviature, programiranje, glockenspiel, metalofon, timple, ukulele
- Andrej Zavašnik — bobni
- Gašper Gantar — bas kitara

Šodr teater
- Petra Grünfeld (Jani & Šok, šok, šok)
- Iva Svilenković (Zombi)
- Jasna Simončič
- Jurij Torkar — Šok, šok, šok
- Lejla Salihović (Žorž) (Sve je teže)
- Rok Pirnat — (Sm)
- Matija Kastelic
- Matevž Brecelj — Breco (Kdo smo)

Ostale zasluge
- Jurij Oven — design
- Andrej Zavašnik — fotografije
- Katka Sušnik — making of in režija videospota »Kdo smo«